# Palau Donà della Madoneta
El Palau Donà della Madoneta, també conegut com Palau Donà Dolcetti, és un palau de Venècia, situat al barri de San Polo i amb vistes al Gran Canal entre la Casa Sicher i el Palau Donà a Sant'Aponal.

## Història
El palau té els seus orígens al segle XIII, quan era propietat de la família Signolo.
Posteriorment va passar a ser propietat de les famílies Donà i Dolcetti.
Al segle xix va prendre el nom de Madoneta, quan es va col·locar a la façana un baix relleu que representa la Mare de Déu amb el Nen.

## Descripció
L'edifici, de dimensions força petites, es caracteritza, a més per la petita escultura inserida a l'entresol, per la planta principal, la longitud de la qual està ocupada completament per una finestra octogonal, composta per arcs de mig punt sobre columnes antigues amb insercions modernes.
La planta superior presenta una lògia original del segle XV amb columnes bessones; les dues obertures amb parapets són d'època posterior.
A la superfície de la façana hi ha pàteres i altres elements decoratius de l'època veneciana-romana d'Orient.